# Élections législatives grecques de 1936
Les élections législatives grecques du 26 janvier 1936 permettent le renouvellement des députés du parlement hellénique. Organisées peu après la restauration du roi Georges II, elles donnent une majorité relative au Parti libéral d'Elefthérios Venizélos, avec 126 sièges sur 300. La division de la classe politique grecque et le décès inattendu de Venizélos (et d'autres personnalités politiques) favorisent cependant l'instauration d'une dictature, connue sous le nom de Régime du 4-Août.